# Elisa (zangeres)
Elisa Toffoli (Triëst, 19 december 1977), beter bekend als Elisa, is een Italiaanse singer-songwriter, multi-instrumentaliste en producer. Ze is bekend van de liedjes Luce (Tramonti a nord est) (met Come Speak To Me als Engelstalige versie), Dancing en Eppure sentire (un senso di te). Ze is  erg succesvol als Italiaanse zangeres met een halfom Engelstalig en Italiaanstalig repertoire. Naast Engelse en Italiaanse teksten heeft ze ook nummers in het Spaans, Frans en het Koerdisch op haar repertoire.

## Biografie
De hier vermelde gegevens zijn, tenzij anders aangegeven, gebaseerd op wat de zangeres op haar eigen website vermeldt.

### 1997-1998: Begin metPipes & Flowers
Elisa was al van jongs af aan bezig met muziek: ze zong mee met liedjes, leerde gitaar en was zangeres in enkele coverbands. Op zestienjarige leeftijd ontmoette Elisa Caterina Caselli, eigenaresse van het Italiaanse platenlabel Sugar. In Berkeley in de Verenigde Staten nam ze een album op met bekende producer Corrado Rustici. In 1997 werd het debuutalbum Pipes & Flowers in Italië uitgebracht, dat in korte tijd drievoudig platina werd. In 1998 was ze supportact van Eros Ramazzotti tijdens zijn Europese tournee.

### 2000-2002: Festival van Sanremo,Asile's World&Then Comes the Sun
In 2000 kwam de opvolger van Pipes & Flowers uit. Asile's World was net als het debuutalbum zeer succesvol en bracht eveneens drie singles voort. In 2001 nam ze deel aan het belangrijke Festival van Sanremo waar ze voor de eerste keer een Italiaanstalig nummer vertolkte. Luce (Tramonti a nord est) won en werd haar grootste hit tot dan toe. Het nummer schreef ze in samenwerking met haar moeder en Zucchero. Het nummer werd in de rest van Europa uitgebracht in de Engelse versie met de titel Come Speak To Me. Door het succes van dit nummer verscheen het compilatie-album Elisa in 2002 op de Europese markt. Het derde album Then Comes the Sun werd in 2001 uitgebracht. Op 24 februari 2002 trad Elisa op tijdens de slotceremonie van de Olympische Winterspelen in Salt Lake City (Utah, V.S.).

### 2003-2004:Lotus&Pearl Days
Begin 2003 scoorde ze wederom een grote hit met een Italiaanstalig nummer. De cover Almeno tu nell'universo (oorspronkelijk gezongen door Mia Martini) maakte deel uit van de soundtrack voor de film Ricordati di me en domineerde wekenlang de Italiaanse hitparades. Het nummer verscheen samen met nieuwe liedjes en akoestische versies van oude nummers op het album Lotus, dat datzelfde jaar werd uitgebracht. Op 15 oktober 2004 kwam haar volgende album uit, Pearl Days. Dit album werd een jaar later heruitgegeven met als extra nummer de Italiaanse versie van Life Goes On, nu getiteld Una poesia anche per te dat haar in 2005 een enorme hit opleverde.

### 2006-2008: Compilaties en Amerika

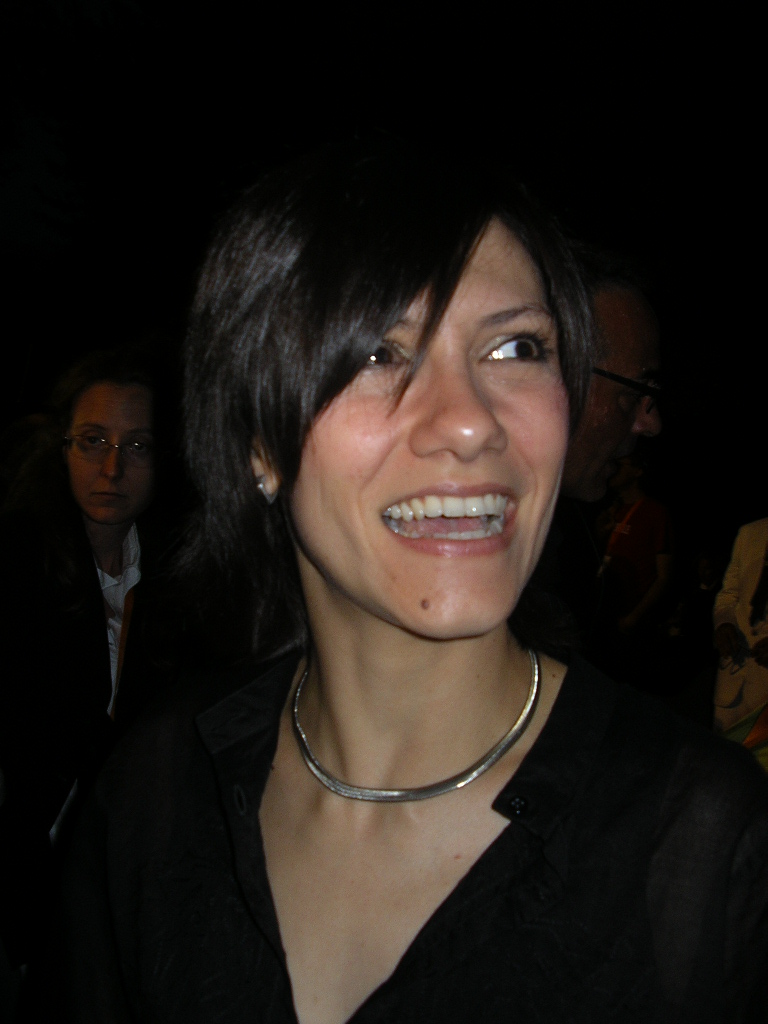
Elisa in 2007

Op 26 februari 2006 zong Elisa Luce (Tramonti a nord est) tijdens de slotceremonie van de Olympische Winterspelen in Turijn (Italië). In maart 2006 kwam de single Teach Me Again uit, een duet tussen haar en de bekende Zwitserse zangeres Tina Turner. Het nummer maakte deel uit van de soundtrack voor de film All The Invisible Children, piekte op nummer één op de Italiaanse hitlijst en kende succes elders in Europa. In hetzelfde jaar en de volgende jaren volgden enkele compilaties. De in 2006 uitgebrachte Soundtrack '96 - '06: Greatest Hits werd Elisas eerste grootste-hits-album en stond 47 weken op nummer 1 in Italië.  De compilatie Caterpillar verscheen één jaar later op de Europese markt en bevatte enkele van haar bekendste nummers en herwerkte versies van oude nummers. Datzelfde jaar werd een live-versie van Soundtrack '96 - '06 opgenomen: Soundtrack Live '96 - '06. In 2006 en 2007 werd Elisas lied Dancing uit Then Comes the Sun plots populair in de Verenigde Staten, omdat het in twee seizoenen van Amerikaanse versie van de danswedstrijd So You Think You Can Dance werd gebruikt. Naar aanleiding hiervan werd in 2008 een compilatie uitgebracht in de Verenigde Staten en Canada, Dancing genoemd, en volgde er een tournee op het Amerikaanse continent.

### 2009-2012:Heart,Ivy&Steppin' on Water

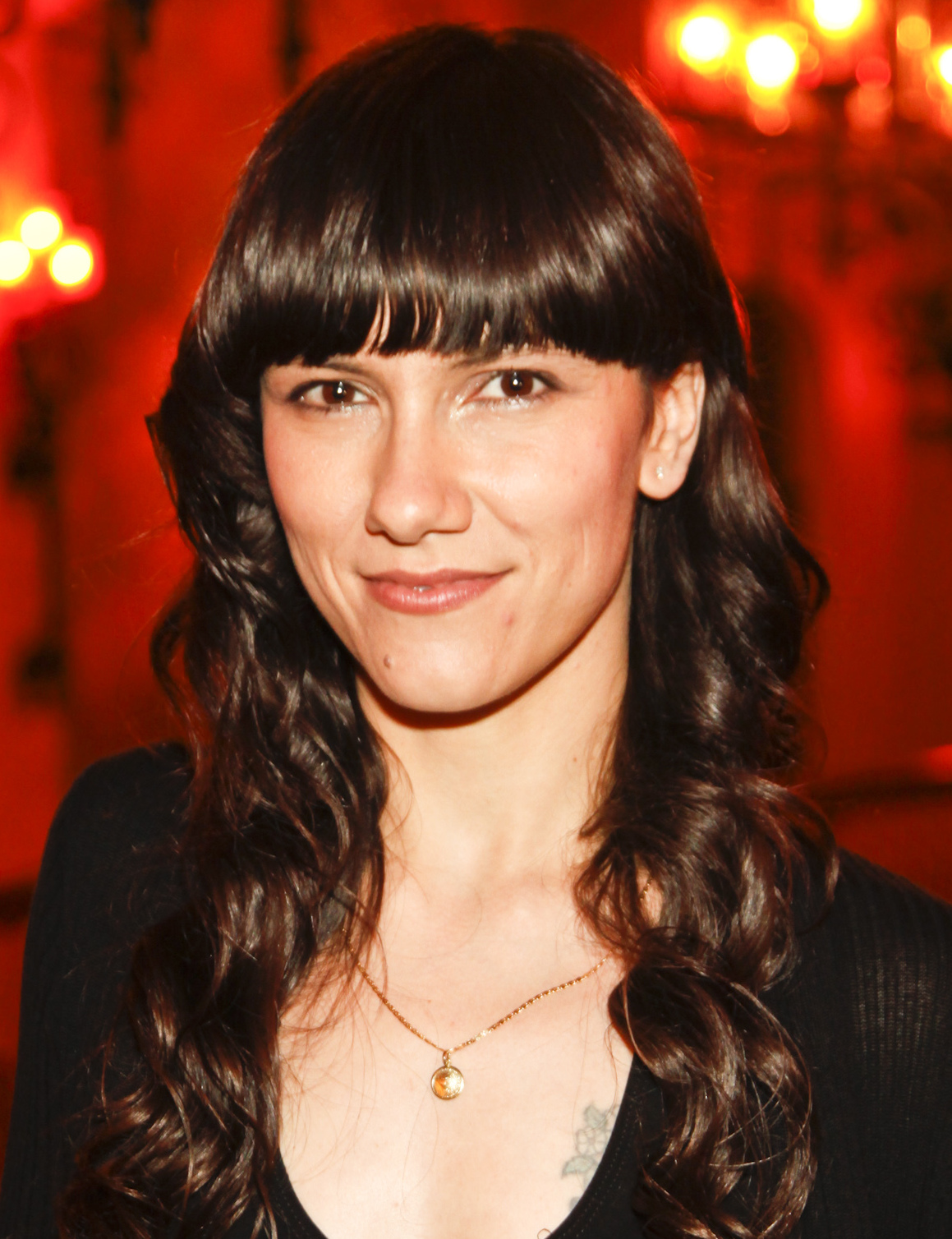
Elisa in 2012

In 2009 verscheen na lang wachten Elisas eerste, volledig nieuwe album Heart, en het bereikte nummer 1 in Italië. Eerder dat jaar kreeg ze samen met haar partner Andrea Rigonat (tevens gitarist in haar band), Emma Cecile. Een jaar later kwam er een nieuw akoestisch album uit, Ivy. Dit album bevat zoals bij Lotus herwerkte versies van oude songs en nieuwe nummers. Met het album verscheen ook een dvd met een concertregistratie. In 2012 produceerde ze en schreef ze mee aan de meeste songs van Riflessi di me, het debuutalbum van de winnares van de vijfde editie van de Italiaanse versie van X-Factor, Francesca Michielin. In hetzelfde jaar werd weer een album alleen in de V.S. en Canada uitgebracht, Steppin' on Water. Het bevat enkele nummers van de soundtrack voor de film Someday This Pain Will Be Useful To You, nummers uit Ivy en Engelse versies van haar Italiaanstalige songs.

### 2013-2015: Eerste Italiaanstalig albumL'anima vola
In 2013 werd Elisas tweede kind, Sebastian, geboren. Pas dat jaar besloot Elisa om een volledig Italiaanstalig album op te nemen. De singles uit L'anima vola bereikten in 2013 en 2014 hoge posities in de Italiaanse hitlijst. De eerste single Ancora qui, waarvan de muziek gecomponeerd is door Ennio Morricone, maakte deel uit van de soundtrack van Django Unchained, een film door Quentin Tarantino. Naar aanleiding van het L'anima vola organiseerde Elisa een tournee in maart 2014 en een vervolg daarvan tijdens de zomer van hetzelfde jaar. Op 29 juni 2014, tijdens de tournee, trad ze op tijdens het Genk on Stage festival in Genk, België, waar ze samen met Vlaamse zanger Ozark Henry een duet-versie zong van zijn nummer We Are Incurable Romantics. Dit duet werd exclusief in Italië heruitgebracht op 15 juli 2014. L'anima vola werd op 10 augustus 2014 dubbel platina verklaard.

## Albums
| Jaar | Album                                            | IT | Aantal weken |
| ---- | ------------------------------------------------ | -- | ------------ |
| 1997 | Pipes & Flowers                                  | -  | 28           |
| 1998 | Pipes & Flowers (1998 heruitgave)                | -  | -            |
| 2000 | Asile's World                                    | 7  | 15           |
| 2001 | Asile's World (2001 heruitgave)                  | 5  | 17           |
| 2001 | Then Comes the Sun                               | 10 | 44           |
| 2002 | Elisa                                            | -  | -            |
| 2003 | Lotus                                            | 2  | 28           |
| 2004 | Pearl Days                                       | 2  | 24           |
| 2006 | Soundtrack '96 - '06: Greatest Hits              | 1  | 53           |
| 2007 | Soundtrack Live '96 - '06                        | 11 | 7            |
| 2007 | Caterpillar                                      | 34 | 7            |
| 2008 | Dancing (alleen V.S. & Canada)                   | -  | -            |
| 2009 | Heart                                            | 1  | 47           |
| 2010 | Ivy                                              | 4  | 44           |
| 2012 | Steppin' on Water (alleen V.S., Canada & Mexico) | -  | -            |
| 2013 | L'anima vola                                     | 1  | 90           |
| 2016 | On                                               | 1  | 44           |
| 2018 | Diari aperti (Segreti Svelati)                   | 2  | 137          |
| 2022 | Ritorno al futuro/Back to the future             | 1  | 33           |

## Singles
| Jaar | Nummer                                         | IT | CH | NL | VL      | WL       | DE | AU | Album                                                       |
| ---- | ---------------------------------------------- | -- | -- | -- | ------- | -------- | -- | -- | ----------------------------------------------------------- |
| 1997 | Sleeping In Your Hand                          | -  | -  | 91 | -       | -        | -  | -  | Pipes & Flowers                                             |
| 1997 | Labyrinth                                      | -  | -  | -  | -       | -        | -  | -  | Pipes & Flowers                                             |
| 1998 | A Feast For Me                                 | -  | -  | -  | -       | -        | -  | -  | Pipes & Flowers                                             |
| 1998 | Mr. Want                                       | -  | -  | -  | -       | -        | -  | -  | Pipes & Flowers                                             |
| 1998 | So Delicate So Pure                            | -  | -  | 23 | -       | -        | -  | -  | Pipes & Flowers                                             |
| 1998 | Cure Me                                        | 26 | -  | -  | -       | -        | -  | -  | Pipes & Flowers                                             |
| 2000 | Gift                                           | 43 | -  | -  | -       | -        | -  | -  | Asile's World                                               |
| 2000 | Happiness Is Home                              | -  | -  | -  | -       | -        | -  | -  | Asile's World                                               |
| 2000 | Asile's World                                  | -  | -  | -  | -       | -        | -  | -  | Asile's World                                               |
| 2001 | Luce (Tramonti a nord est)                     | 1  | -  | -  | -       | -        | -  | -  | Asile's World                                               |
| 2001 | Heaven Out of Hell                             | -  | -  | -  | -       | -        | -  | -  | Then Comes the Sun                                          |
| 2002 | Rainbow                                        | 5  | -  | -  | -       | -        | -  | -  | Then Comes the Sun                                          |
| 2002 | Time [Planet Funk Remix]                       | 55 | -  | -  | -       | -        | -  | -  | Then Comes the Sun                                          |
| 2002 | Fever                                          | -  | -  | -  | -       | -        | 46 | -  | Then Comes the Sun                                          |
| 2002 | Dancing                                        | 33 | -  | -  | -       | -        | -  | -  | Then Comes the Sun                                          |
| 2002 | Come Speak To Me                               | -  | 70 | 91 | 8 (tip) | 12 (tip) | -  | -  | Elisa                                                       |
| 2002 | Háblame                                        | -  | -  | -  | -       | -        | -  | -  | Elisa                                                       |
| 2003 | Almeno tu nell'universo                        | 1  | -  | -  | -       | -        | -  | -  | (Later beschikbaar op Soundtrack '96 - '06: Greatest Hits)  |
| 2003 | Broken                                         | 3  | -  | -  | -       | -        | -  | -  | Lotus                                                       |
| 2004 | Electricity                                    | -  | -  | -  | -       | -        | -  | -  | Lotus                                                       |
| 2004 | Together                                       | -  | -  | -  | -       | -        | -  | -  | Pearl Days                                                  |
| 2004 | The Waves                                      | -  | -  | -  | -       | -        | -  | -  | Pearl Days                                                  |
| 2005 | Una poesia anche per te                        | 2  | -  | -  | -       | -        | -  | -  | Pearl Days                                                  |
| 2005 | Swan                                           | 3  | -  | -  | -       | -        | -  | -  | Melissa P.                                                  |
| 2005 | Opera (Jade feat. Elisa)                       | -  | -  | -  | -       | -        | -  | -  | In Silence                                                  |
| 2006 | Teach Me Again (feat. Tina Turner)             | 1  | 41 | -  | -       | -        | -  | 65 | All The Invisible Children                                  |
| 2006 | Gli ostacoli del cuore (feat. Ligabue)         | 1  | -  | -  | -       | -        | -  | -  | Soundtrack '96 - '06: Greatest Hits                         |
| 2007 | Eppure sentire (un senso di te)                | 2  | -  | -  | -       | -        | -  | -  | Soundtrack '96 - '06: Greatest Hits                         |
| 2007 | Stay                                           | -  | -  | -  | -       | -        | -  | -  | Soundtrack '96 - '06: Greatest Hits / Caterpillar           |
| 2007 | Qualcosa che non c'è                           | 17 | -  | -  | -       | -        | -  | -  | Soundtrack '96 - '06: Greatest Hits                         |
| 2009 | Ti vorrei sollevare (feat. Giuliano Sangiorgi) | 1  | -  | -  | -       | -        | -  | -  | Heart                                                       |
| 2010 | Anche se non trovi le parole                   | -  | -  | -  | -       | -        | -  | -  | Heart                                                       |
| 2010 | Someone To Love                                | -  | -  | -  | -       | -        | -  | -  | Heart                                                       |
| 2010 | Nostalgia                                      | -  | -  | -  | -       | -        | -  | -  | Ivy                                                         |
| 2011 | Sometime Ago                                   | -  | -  | -  | -       | -        | -  | -  | Ivy                                                         |
| 2011 | Love Is Requited                               | -  | -  | -  | -       | -        | -  | -  | Someday This Pain Will Be Useful To You / Steppin' on Water |
| 2013 | Ancora qui                                     | -  | -  | -  | -       | -        | -  | -  | Django Unchained / L'anima vola                             |
| 2013 | L'anima vola                                   | 1  | -  | -  | -       | -        | -  | -  | L'anima vola                                                |
| 2013 | Ecco che                                       | 7  | -  | -  | -       | -        | -  | -  | L'anima vola                                                |
| 2014 | Un filo di seta negli abissi                   | 22 | -  | -  | -       | -        | -  | -  | L'anima vola                                                |
| 2014 | Pagina bianca                                  | -  | -  | -  | -       | -        | -  | -  | L'anima vola                                                |